# Max Runager
(en) Statistiques sur pro-football-reference
Max Culp Runager (né le 24 mars 1956 à Greenwood dans la Caroline du Sud et décédé le 30 juin 2017 à Orangeburg) est un joueur américain de football américain évoluant au poste de punter.

## Carrière
Max Runager voit le jour le 24 mars 1956 à Greenwood. Il est le fils de Geb et Nancy Runager et fait ses études notamment à la Orangeburg-Wilkinson High School où il se révèle au poste de punter sous les ordres de l'entraîneur Jim Carlen. Ses performances au niveau lycéen lui permettront de se voir ouvrir les portes des Gamecocks de la Caroline du Sud. Là aussi, le jeune homme impressionne et reçoit de nombreux honneurs, entrant dans le temple de la renommée sportive de la Caroline du Sud en 2007 et dans celui de l'université de Caroline du Sud en 2013.
Il est sélectionné au huitième tour de la draft 1979 de la NFL par les Eagles de Philadelphie, au 211e choix. Introduit directement comme titulaire, Runager dispute le Super Bowl XV avec les Eagles en 1981 mais Philadelphie s'incline 27-10 face aux Raiders d'Oakland. Après cinq saisons, il signe avec les 49ers de San Francisco, remportant les Super Bowl XIX et XXIII. Après une pige d'un seul match avec les Browns de Cleveland en 1988, il revient à Philadelphie en 1989, jouant quatre rencontres avant de prendre sa retraite.
En 2013, lors de ses différentes introductions, il est qualifié comme le meilleur punter de l'histoire de la Caroline.

## Palmarès
- Vainqueur du Super Bowl XIX
- Vainqueur du Super Bowl XXIII
- Temple de la renommée sportive de la Caroline du Sud (classe de 2007)
- Temple de la renommée sportive de l'université de Caroline du Sud (classe de 2013)
- Légende de la Southeastern Conference (classe de 2013)